# Jean Isidore Harispe
Jean Isidore Harispe (ur. 7 grudnia 1768 w Saint-Étienne-de-Baïgorry, zm. 26 maja 1855 w Lacarre) – francuski generał, marszałek Francji i par Francji. Uczestnik bitew okresu wojen napoleońskich. Szef sztabu Armii Obserwacyjnej Wybrzeży Oceanu. Odznaczony komandorią Orderu Legii Honorowej oraz krzyżem kawalerskim Orderu Świętego Ludwika.